# T̃
Cette page contient des caractères spéciaux ou non latins. S’ils s’affichent mal (▯, ?, etc.), consultez la page d’aide Unicode.
T̃ (minuscule : t̃), appelé T tilde, est un graphème utilisé dans l’écriture du yanesha. Il s'agit de la lettre T diacritée d'un tilde.

## Représentations informatiques
Le T tilde peut être représenté avec les caractères Unicode suivants :
- décomposé (latin de base, diacritiques)[1],[2] :

| formes    | représentations | chaînes de caractères | points de code | descriptions                                |
| --------- | --------------- | --------------------- | -------------- | ------------------------------------------- |
| capitale  | T̃               | T◌̃                    | U+0054 U+0303  | lettre majuscule latine t diacritique tilde |
| minuscule | t̃               | t◌̃                    | U+0074 U+0303  | lettre minuscule latine t diacritique tilde |